# Pehernefer (directeur des bouchers)
 (janvier 2025).
Pehernefer est une personnalité égyptienne du début de la IVe dynastie. Il est connu par ses multiples fonctions :
- boucher de l'abattoir,
- directeur des bouchers de la Maison-de-l'Acacia,
- intendant de la graisse de bœufs,
- familier du roi,
- prêtre-ouâb du roi